# Alvah Bessie
Alvah Bessie (ur. 4 czerwca 1904, zm. 21 lipca 1985) – amerykański pisarz, dziennikarz i scenarzysta, uczestnik hiszpańskiej wojny domowej, żołnierz Brygady im. Abrahama Lincolna.

## Życiorys
Wykształcony na Uniwersytecie Columbia, początkowo znany z przekładów awangardowej literatury francuskiej. W 1938 Bessie walczył jako ochotnik w Brygadzie im. Abrahama Lincolna, jednej z Międzynarodowych Brygad w czasie hiszpańskiej wojny domowej. Po powrocie napisał książkę o swoich doświadczeniach, Men in Battle. W latach 40. pisał scenariusze dla studia Warner Brothers. Był nominowany do Oscara za najlepszą oryginalną powieść za film Objective, Burma!. 
Jego kariera została zatrzymana w 1947, kiedy odmówił zaprzeczenia lub potwierdzenia działalności w Komunistycznej Partii Stanów Zjednoczonych, został wówczas wezwany przez "House Un-American Activities Committee". W 1950 trafił na czarną listę Hollywood. W roku 1965 Bessie napisał książkę o swoich doświadczeniach z HUA. W 1969 pisze scenariusz i występuje w hiszpańskim filmie España otra vez. Pisze kolejną książkę w 1975, ponownie poświęconą Hiszpanii.
Jego kariera scenarzysty została zniszczona przez czarną listę, nigdy nie powrócił do Hollywood. Pod koniec swojego życia brał udział w produkcji filmu "Hard Traveling" (1986). Bessie zmarł w Terra Linda w Kalifornii w wieku 81 lat. Jego syn Dan Bessie opublikował niektóre z utworów ojca, w tym jego notatki z okresu wojny.